# António de Oliveira de Cadornega
António de Oliveira de Cadornega (geb. 1610 in Vila Viçosa; gest. 1690 in Luanda) war ein portugiesischer Militär und Historiker, der in Angola lebte und für seine História geral das guerras angolanas (Allgemeine Geschichte der angolanischen Kriege) bekannt ist, ein außergewöhnliches portugiesisches Geschichtswerk über Angola.

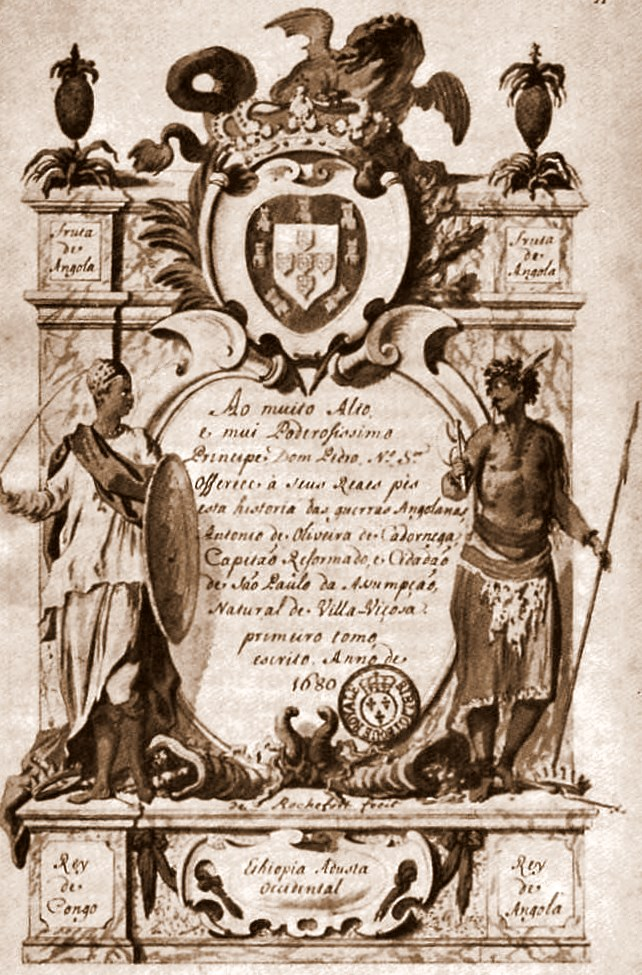
História geral das guerras angolanas (1680) vom Capitão reformado e cidadão de S. Paulo da Assunção, natural de Vila Viçosa („Hauptmann im Ruhestand und Bürger von S. Paulo da Assunção, geboren in Vila Viçosa“).

## História geral das guerras angolanas
Cadornega ist der Verfasser eines historischen Werkes, der História geral das guerras angolanas (1680), als ein Schriftsteller mit großer Kultur und Beobachtungsgabe. Er kam als 16-Jähriger mit dem Generalgouverneur von Angola Pedro César de Menezes nach Benguela, um Problemen mit der Inquisition zu entgehen, die gegen Mitglieder seiner Familie ermitteln wollte. Bei seiner Ankunft in Luanda im Oktober 1639 wurde er Zeuge des Angriffs der Niederländer auf die Stadt und er beschreibt dieses Ereignis.
Die portugiesischen Militäraktionen in Angola stehen im Mittelpunkt des Werkes, das einen fundierten Überblick über die portugiesische Besetzung dieses Gebietes bietet. Das Werk ist ebenfalls reich an ethnographischen, geographischen und soziologischen Informationen. Der Historiker Arlindo Correia bezeichnet es als ein „Buch [...] von einer Reinheit, Spontaneität und Wahrhaftigkeit, von einem Enthusiasmus und einem Patriotismus, die uns verzaubern“.
Eine Faksimile-Reproduktion einer Ausgabe seiner Allgemeinen Geschichte der angloanischen Kriege von 1940–1942, mit Anmerkungen versehen und korrigiert von José Matias Delgado (1865–1932), wurde in der portugiesischen Staatsdruckerei (Imprensa Nacional-Casa da Moeda / Nationale Druckerei und Münzprägeanstalt) gedruckt, Agência-Geral do Ultramar (Generalagentur für Überseegebiete). Lisboa (Lissabon). 1972. 3 Bände.
Cadornega wurde 1649 zum Hauptmann befördert und vor 1660 zum ordentlichen Richter ernannt, anschließend war er Mitglied des Senats von Massangano. 1669 siedelte er nach Luanda um, wo er bis 1685 Ratsherr war.